# Sijua
Sijua là một thị trấn thống kê (census town) của quận Dhanbad thuộc bang Jharkhand, Ấn Độ.

## Địa lý
Sijua có vị trí 23°47′B 86°19′Đ / 23,78°B 86,32°Đ Nó có độ cao trung bình là 181 mét (593 feet).

## Nhân khẩu
Theo điều tra dân số năm 2001 của Ấn Độ, Sijua có dân số 29.797 người. Phái nam chiếm 54% tổng số dân và phái nữ chiếm 46%. Sijua có tỷ lệ 62% biết đọc biết viết, cao hơn tỷ lệ trung bình toàn quốc là 59,5%: tỷ lệ cho phái nam là 71%, và tỷ lệ cho phái nữ là 50%. Tại Sijua, 14% dân số nhỏ hơn 6 tuổi.